# Château de Corcelle
Pour l’article ayant un titre homophone, voir Château de Corcelles.
Le château de Corcelle est situé sur la commune de Bourgvilain en Saône-et-Loire, sur un petit plateau dominant la vallée de la Valouze.

## Description
De plans et d'élévations divers, les bâtiments du château s'ordonnent autour d'une cour intérieure rectangulaire et sont reliés entre eux par des éléments de courtines; ils sont ceints sur trois côtés de fossés en partie comblés. Ce quadrilatère est flanqué de tours rondes sur les angles NE et SO. Appuyé à la courtine orientale, le corps de logis principal est flanqué sur sa façade Est, donnant sur la basse-cour, d'un petit corps de bâtiment rectangulaire. Une porte charretière en plein cintre accostée d'une porte piétonne en anse de panier donne accès à la basse-cour.
Le château est une propriété privée et ne se visite pas.
Il fait l’objet d’une inscription au titre des monuments historiques depuis le 20 août 1976.

## Historique

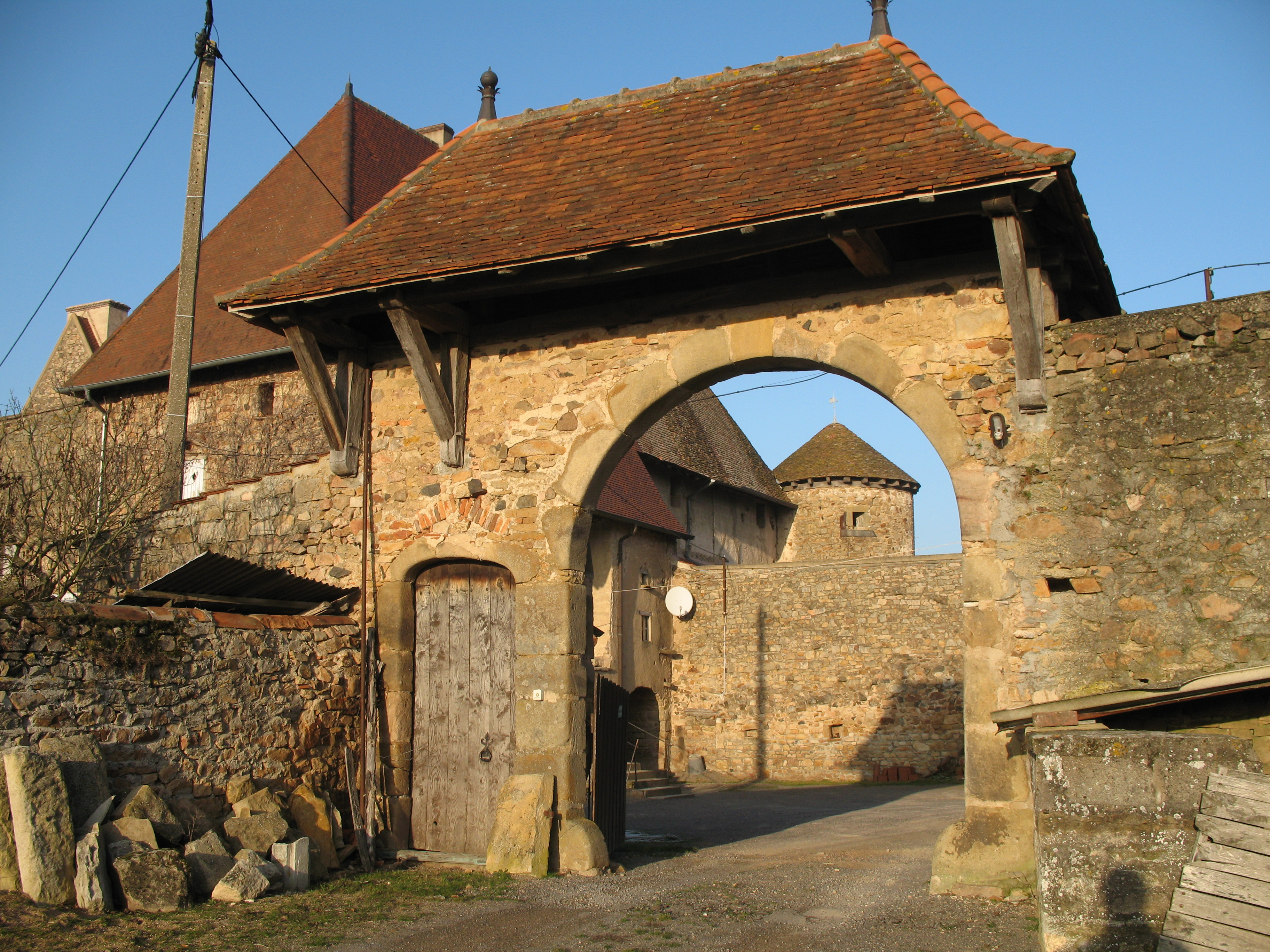
Porte charretière du château de Corcelle.

- 984 : le nom de Corcelle est cité dans le cartulaire de Cluny
- du XIVe siècle au début du XVIe siècle : les Verrey sont seigneurs de Corcelle ; le château semble avoir été construit à cette époque
- 1520 : le fief passe à la famille de Busseul Saint-Sernin
- 1642 : vente du château à Laurent de Laube
- 1780 : par mariage avec Jeanne-Antoinette de Laube, il passe à Louis de Leusse
- 1794 : après que le précédent ait été décapité, sa veuve vend le bien aux frères Martinot, dont l'un est maire de Bourgvilain et fermier général

### Seigneurs et propriétaires de Corcelle
- Jean de Verrey (vers 1375)
- Guillaume de Verrey (vers 1421)
- Pierre de Verrey, fils du précédent, seigneur de Corcelle (vers 1460)
- Philibert de Verrey (vers 1512)
- Jean de Verrey (vers 1520), sans doute fils du précédent
- Philibert de Busseul Saint-Sernin (milieu du XVIe siècle)
- Charles de Busseul Saint-Sernin, fils du précédent, bailli de Mâcon (seconde moitié du XVIe siècle)
- Laurent de Busseul Saint-Sernin, fils du précédent, baron de Corcelle (début du XVIIe siècle)
- Marc-Antoine de Busseul Saint-Sernin, fils du précédent, baron de Corcelle (première moitié du XVIIe siècle)
- Laurent de Laube, baron de Corcelle (milieu du XVIIe siècle)
- Philibert-Hubert de Laube, fils du précédent, baron de Corcelle (mort vers 1715)
- André-Emmanuel de Laube, fils du précédent, baron de Corcelle (1684-1754)
- Marie de Laube, fille du précédent, baronne de Corcelle (morte en 1780) et veuve de Jean-Henri de Laube (1717-1747), son cousin
- Jeanne-Antoinette de Laube, fille des précédents (1744-1831)
- Louis de Leusse, époux de la précédente (1737-1794)
- famille Martinot, à partir de 1794